# Пршеров (район)
Район Пршеров (чеш. Okres Přerov) — один из 5 районов Оломоуцкого края Чехии. Административным центром является город Пршеров. Площадь составляет 844,74 км², население — 135 437 человек (плотность населения — 160,33   человек на 1 км²). Район состоит из 104 населённых пунктов, в том числе из 6 городов.

## Города
| Город             | Население |
| ----------------- | --------- |
| Пршеров           | 45 438    |
| Границе           | 18 933    |
| Липник-над-Бечвоу | 8 313     |
| Коетин            | 6 378     |
| Товачов           | 2 616     |
| Потштат           | 1 199     |

## Достопримечательности
Близ города Пршеров, в обширных лёссовых позднепалеолитических отложениях поселения Пршедмости (Předmostí), были обнаружены останки трёх домашних собак времён палеолита (ок. 30 тыс. лет назад) и 20 человеческих скелетов с большим количеством орудий граветтской культуры (павловьен).